# Moselbrücke Wellen–Grevenmacher

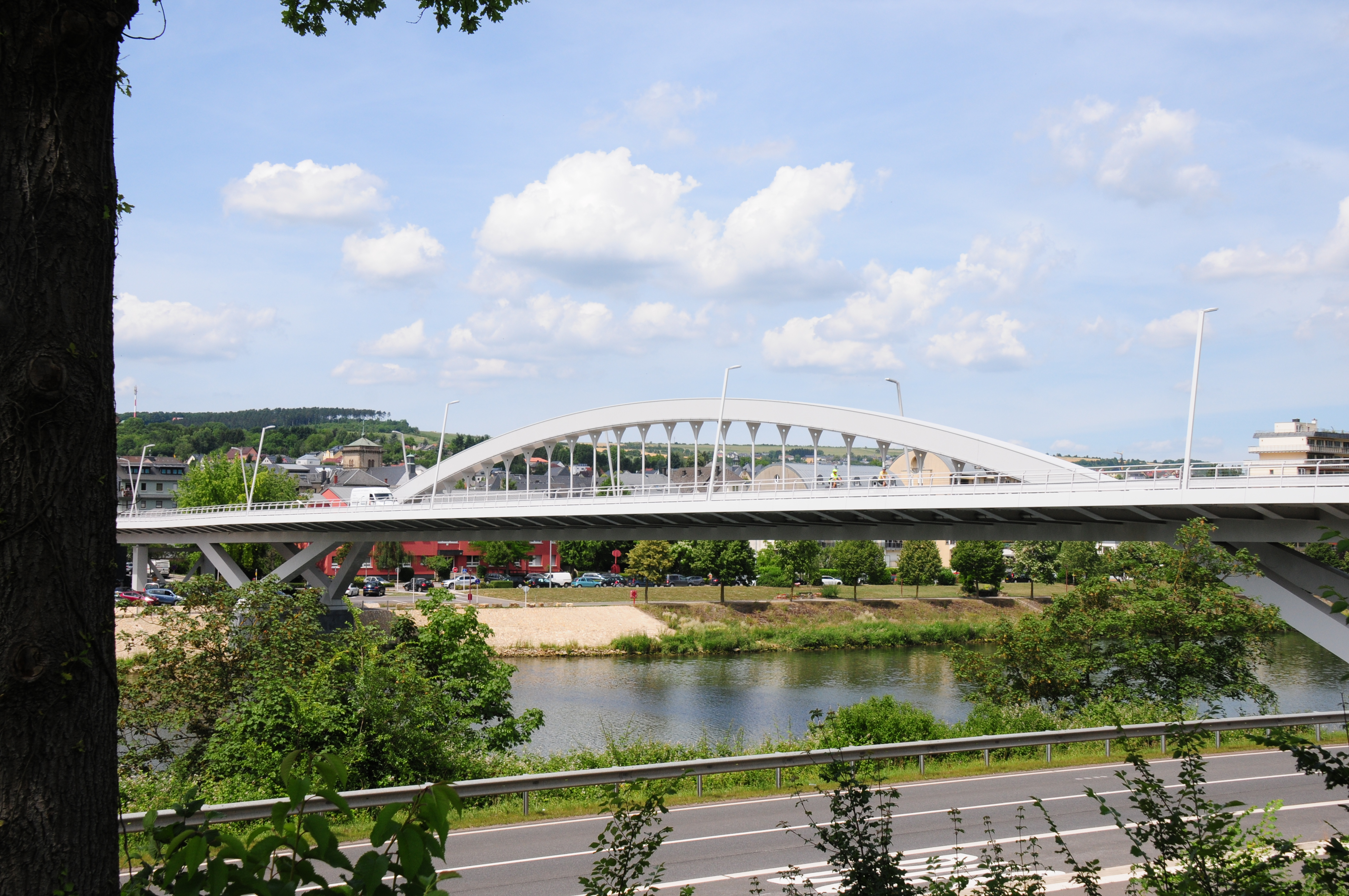
Moselbrücke (2015)

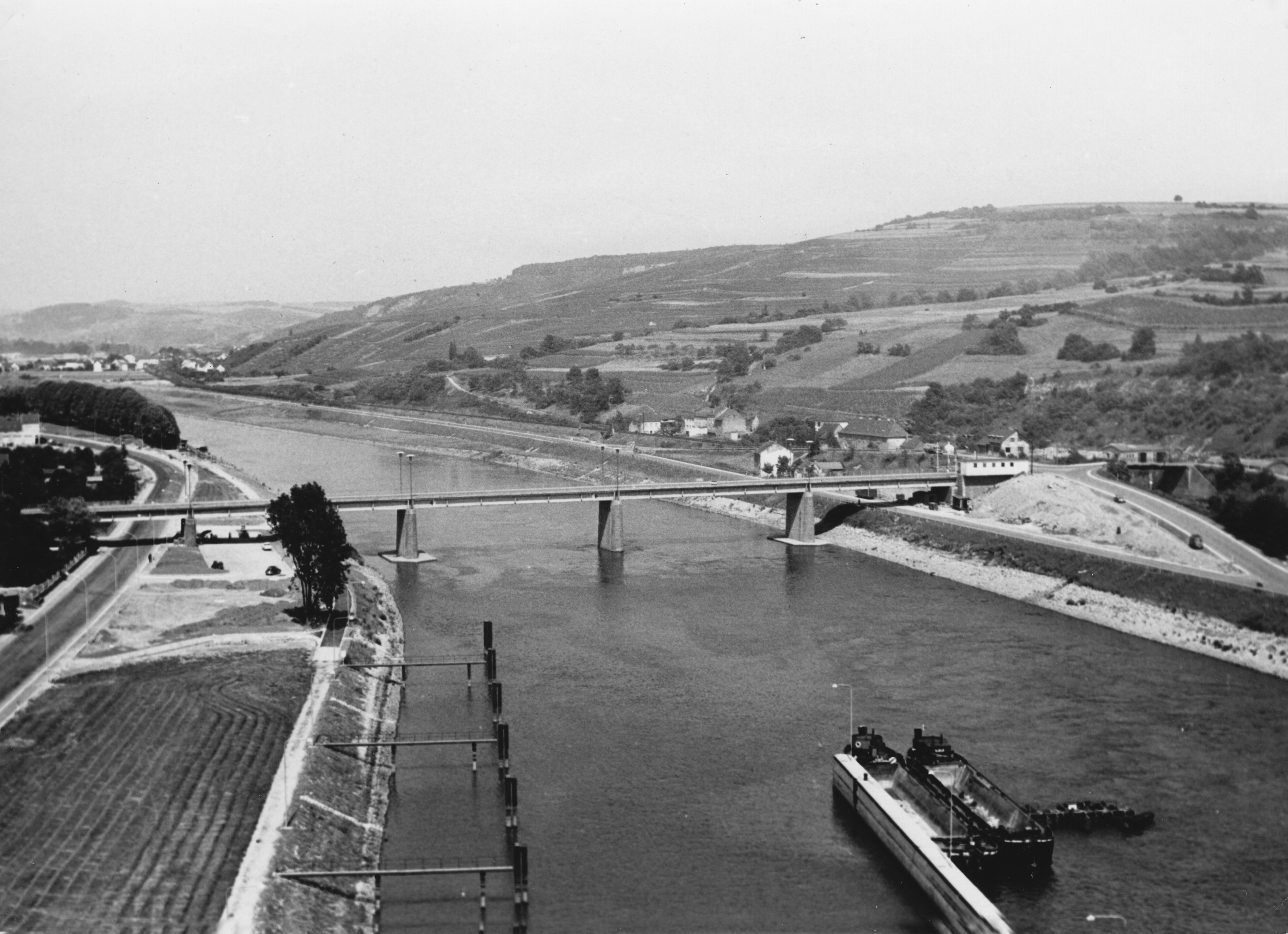
Moselbrücke (1965)

Die Moselbrücke Wellen–Grevenmacher verbindet die deutsche Gemeinde Wellen im Landkreis Trier-Saarburg mit der luxemburgischen Stadt Grevenmacher im Kanton Grevenmacher über die Mosel. Sie liegt im gemeinschaftlichen deutsch-luxemburgischen Hoheitsgebiet und verbindet die luxemburgische Nationalstraße 10 mit der deutschen Bundesstraße 419.
Die Stahlbrücke liegt am Mosel-km 212,33, hat eine Länge von 213 m und eine Höhe von 8,39 m über HSW.
Eine erste Brücke stammte aus dem Jahre 1881, sie wurde 1944 im Zweiten Weltkrieg zerstört. Die neue Brücke von 1955 wurde 2011 abgerissen und bis 2013 neu gebaut.